# Device, Voice, Drum
Device, Voice, Drums è un album dal vivo del gruppo musicale statunitense Kansas, pubblicato nel 2002. Il live vede la presenza di altri noti artisti, come Alex Lifeson, chitarrista dei Rush.

## Tracce
1. Intro - 2:12
2. Belexes (Howard Kleinfeld, Michael Dan Ehmig, Ehart, Walsh, Bob Ezrin) – 6:11
3. Icarus Born on Wings of Steel (Livgren, Walsh) – 4:11
4. Howling at the Moon (Walsh, Ehart, Steinhardt) – 5:16
5. The Wall (Livgren, Walsh) – 6:04
6. The Preacher (Walsh, Steve Morse) – 5:29
7. T.O. Witcher (Morse, Walsh) – 1:42
8. Journey from Mariabronn (Livgren) – 4:27
9. Dust in the Wind (Livgren) – 6:47
10. Cheyenne Anthem (Walsh, Morse) – 4:57
11. Child of Innocence (Walsh, Morse, Ezrin, Ehart) – 12:12
12. Miracles out of Nowhere (Livgren) – 6:26
13. Point of Know Return (Morse, Walsh) – 1:42
14. Portrait He Knew (Livgren) – 4:27
15. Fight Fire with Fire (Livgren) – 6:47
16. Play The Game Tonight (Walsh, Morse) – 4:57
17. Carry On Wayward Son (Livgren) – 6:26